# Dimetilacetammide
La N,N-dimetilacetammide o dimetilacetammide (DMAc o DMA), è l'ammide della dimetilammina e dell'acido acetico.
La sua formula chimica è CH3CON(CH3)2 e la formula bruta C4H9ON.
A temperatura ambiente si presenta come un liquido incolore dal debole odore di ammina e untuoso al tatto. È un composto polare, igroscopico, miscibile con acqua, alcoli, chetoni, solventi clorurati e aromatici, poco miscibile con gli idrocarburi alifatici.
Le reazioni chimiche della DMAc sono tipiche delle ammidi sostituite: si idrolizzano in presenza di acidi e saponificano con basi forti come l'idrossido di sodio:
{\displaystyle {\ce {CH3CON(CH3)2 + H2O + HCl -> CH3COOH + (CH3)2NH*HCl}}}
{\displaystyle {\ce {CH3CON(CH3)2 + NaOH -> CH3COONa + (CH3)2NH}}}
La DMAc è comunemente utilizzata come solvente nella produzione di fibre sintetiche, di adesivi e vernici. È anche utilizzata come ambiente di reazione nella produzione di farmaci e plastificanti.
È una sostanza nociva che può essere assorbita per inalazione e per contatto con la pelle, sospetta teratogena, per la manipolazione richiede l'uso di DPI (Dispositivi Protezione Individuali) per proteggere la cute e le vie respiratorie.